# Lauren Koslow
Lauren Alice Koslow est une actrice américaine née le 9 mars 1953 à Boston, Massachusetts.
Elle obtient son premier rôle dans le soap Les Feux de l'amour, puis joue dans beaucoup de soap operas, notamment Amour, Gloire et Beauté. C'est l'une des vedettes du feuilleton Des jours et des vies (Days of our Lives), où elle interprète Kate Roberts depuis 1996.

## Filmographie

### Cinéma
- 1984 : Hard to Hold

### Télévision
- 1984 - 1986 : Les Feux de l'amour : Lindsey Wells
- 1986 : Mike Hammer : Val Kearney
- 1987 : Spies (série) : Karen
- 1987 - 1992 ; 2002 : Amour, Gloire et Beauté : Margo Lynley
- 1993 : Les Dessous de Palm Beach : Alexandra Dale
- 1994 : Une nounou d'enfer : une amie de C.C.
- 1994 : Valley of the Dolls : Cynthia Redicker
- depuis 1996 : Des jours et des vies : Kate Roberts
- 2009 : When Actors Need Money : Marsha Leigh Dixon
- 2011 : Criminal Minds: Suspect Behavior (épisode 3) : Allison Gilroy
- 2017 : Great News (saison 1, épisode 4) : Kate Roberts
- 2018 : Une amitié toxique (téléfilm) : Liz

### Jeu vidéo
- 1996 : Zork Nemesis : Sophia Hamilton